# 울산 입양아동 학대 사망사건
울산 입양아동 학대 사망사건(蔚山 入養兒童 虐待 死亡事件)은 2014년 10월 25일, 25개월 된 입양아가 양부모의 상습적인 학대로 인해 숨진 사건이다.

## 사건 개요
40대 양부모 A씨는, 지난 2014년 10월 25일, 울산광역시 중구 자신의 집에서 25개월 된 입양아가 콘센트에 젓가락을 꽂고 장난을 친다는 이유로 플라스틱 자로 엉덩이와 다리등을 수차례 때리고 학대하였고, 이로 인해 다음날인 10월 26일 오후 3시 36분, 25개월 입양아는 이로 인해 의식을 잃고 호흡곤란이 왔으며, 이를 본 양부모가 "아이가 제대로 숨을 못 쉰다"며 119에 신고를 하여 병원으로 옮겨지던 도중, 25개월 된 입양아는 끝내 숨졌다.
이를 본 119구조대와 병원 의료진은, 곳곳에 멍자국이 발견되었고, 아동학대가 의심된다며 경찰에 신고하였고, 경찰은 40대 양부모를 긴급체포하였다. 국립과학수사연구소는, 사망한 입양아를 부검한 결과, '외상성 경막하 출혈에 따른 사망'으로 판단되었고, 뇌출혈로 외부 충격에 의해 사망한 것으로 밝혔다. 타살에 합당하다는 부검의 소견이 나온 후, 경찰은 아동학대 치사 혐의를 적용해 40대 양부모에 대해 구속영장을 신청하였다.
그리고 10월 29일, 울산지방법원은 아동학대 폭력을 인정하고 증거 인멸 및 도주우려가 있다며, 양부모를 전격구속 하였다.
또, 이번 수사 과정에서 플라스틱 자로 구타했다고 진술했지만, 그 결과 철재 빨래걸이로 구타한 흔적이 발견되었으며, 또 중학생 무용회에서 뛰어다닌다는 이유로 상습적인 구타를 자행했으며, 집으로 귀가한 뒤에도 음식에 침을 흘리자, 폭행하고 매운고추를 잘라 물에 타서 마시게 하는등 폭행흔적이 추가로 발견되었고, 샤워기로 찬물을 전신에 뿌려 고통을 주는가 하면, 주변인 조사결과 자녀 3명일 경우 지원금이 많이 나온다는 사실을 알고 입양을 한 것으로 보고, 살인죄를 적용하는 한편, 사문서 위조 혐의도 추가로 적용하였다. 이와 별개로 양부모의 남편도 아동복지법 위반등의 혐의를 적용해 불구속 입건되었다.

## 논란
양부모는 학대사건이 일어나기 10개월전, 경제적인 이유로 남편과 별거한 상황이었으며, 지난해 2013년 12월, 대구광역시의 입양기관을 통해 당시 입양아를 데리고 왔으며, 양부모가 친딸과 친아들을 양육한 것으로 알려졌다. 또 아이가 사망을 하자, 아이를 혼내던 중 넘어지고 벽에 머리를 부딪혔다고 진술을 하였다.
이번 사건으로 인해 울산 시민들이 울산 울주군 여아 학대 사망사건에 이어 또 한번 아동학대 사건이 터지면서, 충격과 침울에 휩싸였다. 또 입양기관 수사 결과, 나이를 속여도, 재산을 부풀려도 입양을 허가 할 수 있는 것으로 나타나 입양 절차가 허술한 것으로 나타났고, 이로 인해 위조 서류를 제출해도 아무 이상 없이 입양절차를 마무리 한 것으로 드러났다.

## 사건 이후
이번 사건 이후 양부모는, 2014년 12월, 국민 참여 재판을 신청해 울산지방법원에서 재판이 열리게 되었고, 2015년 2월 3일, 검찰이 무기징역을 구형했으나, 1심 재판부는 양부모에게 징역 20년이 선고되었다.

한편 이번 사건으로, 보건복지부는, 1월 6일자로 입양특례법 시행규칙이 개정 공포 되어, 앞으로 예비 양부모에 대한 조사가 부실한 입양심사 기관에 대해서는, 가차없이 바로 업무 정지 처분을 받게되며, 또 입양 후 1년간 사후 관리를 해야한다.

## 같이 보기
- 정인이 사건